# Соколы (Борисовский район)
Соколы (бел. Сокалы) — деревня в Борисовском районе Минской области Беларуси. Входит в состав Моисеевщинского сельсовета.

## География
Деревня находится в северо-восточной части Минской области, на правом берегу реки Схи, к западу от автодороги Н-8081, на расстоянии приблизительно 16 километров (по прямой) к северо-востоку от города Борисов, административного центра района. Абсолютная высота — 164 метра над уровнем моря. Площадь населённого пункта — 0,1745 км².

## История
Известна с XVIII века. В 1897 году входила в состав Борисовского уезда Минской губернии, насчитывалось 12 дворов и 76 жителей.
По состоянию на 1909 год, в Соколах имелось 8 дворов и проживал 51 человек. В административном отношении деревня входила в состав Кищино-Слободской волости.
До 30 октября 2009 года деревня входила в состав Бродовского сельсовета.

## Население
По данным переписи 2019 года, в деревне проживало 9 человек.
| Год  | Население, человек |
| ---- | ------------------ |
| 1800 | 31                 |
| 1897 | ↗ 76               |
| 1909 | ↘ 51               |
| 1917 | ↗ 86               |
| 1926 | ↗ 87               |
| 1960 | ↘ 70               |
| 2008 | ↘ 13               |
| 2009 | → 13               |
| 2019 | ↘ 9                |